# Pseudostegana dolichopoda
Pseudostegana dolichopoda är en tvåvingeart som beskrevs av Chen och Wang 2005. Pseudostegana dolichopoda ingår i släktet Pseudostegana och familjen daggflugor. Inga underarter finns listade i Catalogue of Life.